# Vákár Vilmos
Vákár Vilmos (Gyergyószentmiklós, 1883. május 19. – Komló, 1972. szeptember) színész, színházi titkár.

## Családja
Az erdélyi örmény Vákár  család leszármazottja. (örmény név: vacharrogh 'վաճառող')
Vákár Lajos és Frunkuty Zsuzsanna fiaként született, vallása örmény katolikus. 1907. február 7-én Karcagon feleségül vette Kroó Lizi színésznőt (született: Beregszász, 1876. május 18.).

## Pályafutása
1902-ben lépett színipályára Benedek Nándor és Micsey György társulatánál.Előbb vidéken működött Pilisi Lajos, Halmay Imre, Bihari Ákos és Kövessy Albert társulatánál, majd Budapestre került és itt játszott az első világháború kitöréséig, többnyire mint titkár és rendező. A háborút végigküzdötte mint önkéntes őrmester. Az Ung 1911. október 22-i száma így jellemzi: „Vákár Vilmos oly zseniális epizódista, a ki legkisebb szerepében is feltűnően kiemelkedik”. 1918 után Erdélyben teljesített missziót, tíz évi ott működés után kénytelen volt eljönni. 1922-ben Fehér Imre Tordán állomásozó társulatának helyettes igazgatója volt. 1927. november 5-én Baróton szerepelt társulatával. Ideiglenes nyugdíjazását 1933. március 1-ig meghosszabbították, majd ekkor véglegesítették.